# Invaginação
Invaginação é o desdobramento de parte de um tecido dentro de outra parte ou estrutura, uma dobradura que cria um bolso. O termo, originalmente usado em embriologia, tem sido adotado em outras disciplinas.

## Biologia
- Invaginação são os processos morfogênicos pelos quais um embrião toma forma, e é a etapa inicial de gastrulação,[3] a enorme reorganização do embrião a partir de uma simples esfera de células, a blástula, em um organismo multi-camadas, com camadas diferenciadas: endoderme, mesoderma e ectoderme. As invaginações mais localizadas também ocorrem mais tarde no desenvolvimento embrionário,
- A membrana interna da mitocôndria invagina para formar a crista, proporcionando assim uma maior área de superfície para acomodar os complexos de proteína e outros participantes que produzem o Trifosfato de adenosina(ATP).[4]
- Ocorre com as invaginação durante a endocitose e Exocitose quando uma vesícula se forma dentro da célula e a membrana se fecha em torno dela.
- A invaginação de uma parte do intestino para a outra parte é chamada de intussuscepção.[5]